# 达拉特旗
达拉特旗位于中华人民共和国內蒙古自治區南部，为鄂尔多斯市下轄的一個旗，面積8192平方公里，地处鄂尔多斯高原西部，黃河南岸。达拉特旗北与包头市隔河相望，东南西分别与准格尔旗、鄂尔多斯市东胜区、杭锦旗接壤。旗政府驻树林召镇。

## 历史
“达拉特”系蒙古语，含义有两种说法：一说认为“达拉”意为七十，“达拉特”意为〈复数〉七十之部，该部很可能是由70人的子孙繁衍而成；另一说认为词根原为“达鲁”，方言呼为“达拉”，即肩胛骨，后加表示复数的“特”，意为〈祭〉肩胛骨之部，据传他们的祖先是守护窝阔台灵位的达尔扈特，有祭祀胛骨的习俗。
明代汉文史籍也译作“打郎”部，天顺年间蒙古部落入居河套，正德五年（1510年）被达延汗统一。打郎部后来分属鄂尔多斯万户和俺答汗第六子哥力各台吉。旗境内王爱召为万户济农驻所。清顺治六年（1649年）设鄂尔多斯左翼后旗，属伊克昭盟。 扎萨克初驻巴尔哈逊湖（今树林召）。清末，汉人进入旗地放垦，黄河两岸垦区属乌兰察布盟、伊克昭盟垦务局。民国时期达拉特旗渐成为正式名称。1914年属绥远特别区，1928年改属绥远省。

中華民國時期，達拉特旗屬绥远特别区、綏遠省管轄

1940年代初，因抗日战争需要，绥远省政府在达拉特旗耳字壕设建达拉特旗组训处。与桃力民办事处类似，因伊克昭盟各旗抵制，最终未能设县。1949年底，绥远省军政委员会废除达拉特旗组训处。1950年，成立达拉特旗人民政府，完成交接工作，辖区并入达拉特旗。初治旦展召，1953年移治树林召。1954年绥远省撤销，并入内蒙古自治区。2001年改属鄂尔多斯市。

## 地理
該旗的東邊與知名的“準格爾煤田”為鄰，周邊多煤田。达拉特旗北有黃河流經，地处河套水利灌溉区，有烏蘭水庫等大型水体，為該地著名的農業生產區。
旗境地处“呼包鄂”经济区核心，内蒙古自治区最主要的“呼和浩特—包头—乌海”产业带与连通中国中西部的神骅铁路产业带的“T”字型结合部。达拉特旗是包头—西安210国道和包神铁路线上的重镇，作為鄂尔多斯市的北大门，是包头市通往鄂尔多斯市、陕西、山西等省的交通要道。

## 行政区划
达拉特旗下辖6个街道办事处、8个镇、1个苏木：
工业街道、昭君街道、锡尼街道、白塔街道、西园街道、平原街道、树林召镇、吉格斯太镇、白泥井镇、王爱召镇、昭君镇、恩格贝镇、中和西镇、风水梁镇、展旦召苏木和达拉特经济开发区。

## 交通
- 210国道过境。

## 人口
根據第七次人口普查數據，截至2020年11月1日零時，達拉特旗常住人口為328593人。
經多年移民後，目前漢族人口在該地占多数，人口約33萬，人口密度40.7人/平方公里。有蒙 、藏、满、回、壮、达斡尔等14个少数民族，少数民族人口12872人，占全旗总人口的3.86%。而旗境内的汉语方言主要属于晋语大包片。